# Paraphia
Paraphia là một chi bướm đêm thuộc họ Geometridae.